# Triviella calvariola
Triviella calvariola is een slakkensoort uit de familie van de Triviidae. De wetenschappelijke naam van de soort is voor het eerst geldig gepubliceerd in 1980 door Kilburn.